# Fernando Brant
Fernando Rocha Brant, conocido como Fernando Brant (Caldas, 9 de octubre de 1946 - Belo Horizonte, 12 de junio de 2015) fue un poeta, letrista, periodista y guionista brasileño.
Sus padres eran «mineiros» (del estado de Minas Gerais), como el padre era juez, tenía que mudarse cada dos o tres años a alguna localidad del interior del estado: Belo Horizonte, Pitangui, Uberaba, Caldas (donde nació Fernando), Pitangui, Diamantina (donde Fernando vivió entre los cinco y los nueve años), y finalmente en 1956 volvieron a Belo Horizonte (capital del estado).
En cada ciudad habían tenido uno o dos hijos (en total tuvieron once).
En Belo Horizonte Brant pasó el resto de su infancia y su adolescencia.
Su implicación con la música y la literatura se incrementó cuando asistía a la Facultad de Derecho de la Universidad Federal de Minas Gerais. En ese momento, consiguió su primer trabajo como secretario en el Tribunal de Menores.
A principios de los años sesenta conoció a su amigo Milton Nascimento (1942-). En 1967, Milton fue capaz de convencer al entonces indeciso Brant a escribir su primera letra. Fue «Travessía». Esa canción ganó ese mismo el segundo lugar en el Segundo Festival Internacional de la Canción en Río de Janeiro, y funcionó como catapulta de la exitosa carrera de Milton.
En 1969, Brant consiguió un trabajo como periodista en la revista O Cruzeiro, de Belo Horizonte.
Ese mismo año, en Belo Horizonte, Brant y amigos comenzaron a articular un proyecto que se convertiría en el Clube da Esquina.
La asociación con Milton, Lô Borges, Tavinho Moura y otros miembros del Club fue muy productiva: Brant creó en pocos años más de 200 canciones.
En 1970, escribió (con Milton Nascimento) la banda sonora de la película Tostão, a fera de ouro, de Ricardo Gomes Leite y Paulo Laender, donde se destacó la canción Aqui é o país do futebol. 
El día 20 de noviembre de 1981 se celebró en la ciudad de Recife (Pernambuco) para una audiencia de 8000 personas, la Misa de los quilombos. Creada por inspiración del obispo Helder Cámara, el sacerdote Pedro Casaldáliga con Pedro Tierra, las letras de Fernando Brant, y la música de Milton Nascimento. El acto religioso denunció las consecuencias de la esclavitud y el prejuicio en Brasil y se convirtió en un acto de fe, la comunión, la música y el ritmo, de la actitud revolucionaria de miembros de la iglesia a favor de la introducción de referencias culturales de diferentes personas en la Eucaristía.
Con Milton Nascimento creó centenares de canciones, de las cuales Milton grabaría más de doscientas, entre ellas:
- AFC Hino não-oficial
- Ao que vai nascer, ambas em parceria com Milton Nascimento, e
- Aqui é o país do futebol
- Beco do Mota,
- Bola de meia - bola de gude
- Brasilêro [Chico, o caminhador]
- Canção da América,
- Canções e momentos
- Canoa, canoa
- Caxangá
- Conversando no bar
- Coração civil
- Credo
- Diana
- Durango Kid
- Encontros e despedidas
- Escravos de Jó.
- Feira moderna
- Fruta boa
- Gente que vem de Lisboa/Peixinhos do mar
- Itamarandiba
- Janela para o mundo
- Louva-a-deus
- Manoel, o audaz
- María solidária
- María três filhos
- María, María
- María, minha fe
- Milagre dos peixes
- Morro velho
- Nos bailes da vida
- O medo de amar é o medo de ser livre
- O que foi feito deverá
- O vendedor de sonhos,
- Outubro
- Paisagem na janela (con Lô Borges).
- Para Lennon e McCartney
- Pelo amor de Deus
- Planeta blue
- Ponta de areia
- Promessas do sol
- Raça
- Rosa do ventre
- Roupa nova
- Saídas e bandeiras
- San Vicente
- Saudade dos aviões da Panair (Conversando no bar)
- Sedução
- Sentinela
- Sunset Marquis 333 Los Angeles
- Travessia.[5]
- Vevecos, panelas e canelas
- Voz tambor[6]

Ha escrito las letras de más de trescientas canciones con varios músicos brasileños: 
- Lô Borges,
- Márcio Borges,
- Paulo Braga,
- Beto Guedes,
- Joyce,
- Milton Nascimento,
- Nivaldo Ornelas,
- Tavinho Moura (para quien escribió "Paixão e fe", "Nossa Senhora de Ó", "Durango Kid" y otras)[5]
- Toninho Horta ("Aquí, oh")
- Sirlan ("Nove anos" e "Profissão de fe", y otras)[5]
- Wagner Tiso.

Ha creado guiones para el teatro, el ballet, y letras para músicas de películas y telenovelas nacionales. Con Tavinho Moura creó el musical brasileño Fogueira do Divino.
Fue hasta su muerte el presidente de la UBC (União Brasileira de Compositores: Unión Brasileña de Compositores).

Estamos en una fase de transición, pero el mundo digital y la llegada de nuevos medios de difusión y comunicación no acaban con los derechos de autor, que es uno de los derechos humanos. Dentro de poco tiempo ―existen estudios que analizo desde hace casi quince años― las personas podrán utilizar las obras de creación remunerando a los autores. Será más barato porque será universal y no utilizará intermediarios. El acceso de todos continuará, pero los autores no morirán de hambre. El punto medio está por llegar.
Estamos numa fase de transição, mas o mundo digital e a chegada de novos meios de difusão e comunicação não acabam com o direito autoral, que é um dos direitos humanos. Dentro de pouco tempo, existem estudos que acompanho há quase quinze anos, as pessoas poderão usar as obras de criação, remunerando os autores. Será mais barato, por ser uso universal e sem intermediários. O acesso de todos continuará, mas os autores não morrerão de fome. O ponto justo está para chegar.
Fernando Brant

## Cáncer de hígado y fallecimiento
En 2013 se le diagnosticó un cáncer de hígado, y se le extirpó un tumor.
En 2015 se le descubrieron nuevos tumores, por lo que los médicos le aconsejaron un trasplante de hígado.
El lunes 8 de junio de 2014 fue internado en el Hospital de Clínicas de la UFMG (Universidad Federal de Minas Gerais), y se le realizó un primer trasplante de hígado (de un donante de 15 años de edad).
Sin embargo el miércoles 10 de junio, una de las arterias del hígado se obstruyó, necrosando el órgano y liberando toxinas en el organismo. Los médicos entonces decidieron someterlo a un nuevo trasplante, después de la localización de un nuevo donador. El viernes 12 de junio fue sometido a una segunda operación quirúrgica. Su hija, Ana Luiza Brant (39), dijo que el equipo médico dio toda su asistencia: «Fuimos muy bien tratados. Él entró en la sala de cirugía súper confiado».
Brant no resistió el posoperatorio, y falleció a las 21:20 del viernes 12 de junio de 2015.
El compositor dejó tres hijos: dos mujeres de 39 y 37 años, y un varón de 25 años, además de dos nietos y su esposa.
El velatorio será abierto al público.